# Jhonas Enroth
Jhonas Erik Enroth (Stoccolma, 25 giugno 1988) è un hockeista su ghiaccio svedese professionista che gioca nel ruolo di portiere. Dalla stagione 2008-2009 gioca nella National Hockey League con la squadra dei Buffalo Sabres, come backup di Ryan Miller. Ha vinto il Mondiale 2013 con la nazionale svedese.

## Palmarès

### Nazionale
- Campionato mondiale di hockey su ghiaccio: 1

 Svezia: 2013
- Campionato mondiale U20: 1

 Svezia U-20: 2008
- Campionato mondiale U18: 1

 Svezia U-18: 2005

### Individuale
- NHL All-Rookie Team: 1

2011-2012
- Campionato mondiale All-Star Team: 1

2013